# Teleskopická brána

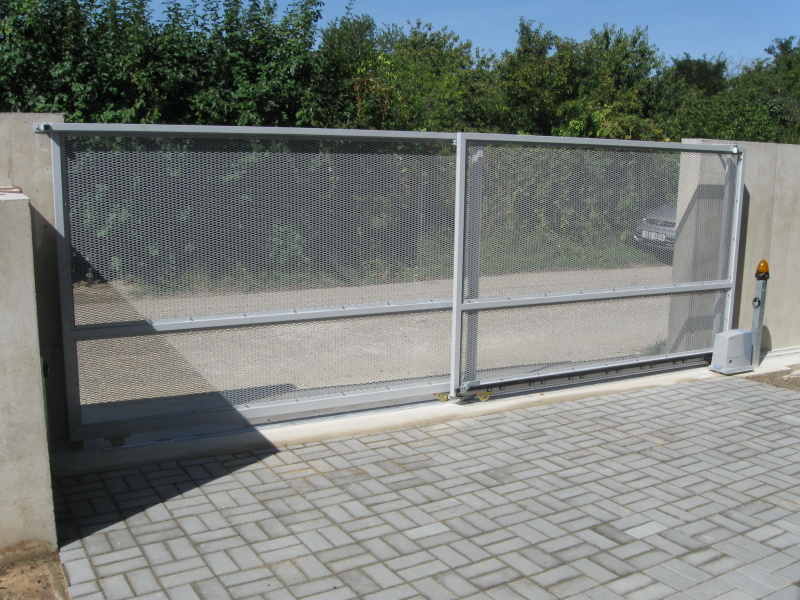
Teleskopická brána

Teleskopická brána je posuvná brána, která se vyrobena ze dvou, nebo tří křídel jezdících po samostatných kolejnicích. První křídlo je poháněno pohonem, další křídlo (křídla) jsou propojeny pomocí mechanického převodu.

## Výhody a využití
Hlavní výhodou je, že není potřeba tak velký boční prostor ( prostor, kam se brána posouvá při otevírání ) jako u klasické posuvné brány. U teleskopické brány se dvěma křídly je velikost bočního prostoru polovina šíře průjezdu, u brány se třemi křídly je tato hodnota třetina šíře vjezdu. Jedná se spíše o orientační výpočet pro představu.
Další výhoda je rychlost a doba otevírání a zavírání. Klasická brána např. s průjezdem 400cm se otevře za 16 sekund, dvojdílná teleskopická brána za 8 sekund a trojdílná teleskopická brána jen za 5 sekund. Ideální řešení u rušné silnice, kde čekání na pomalé otevření brány blokuje provoz.
Využití je patrné z výše uvedeného popisu. Tato brána se hodí pro pozemky, kde na klasickou bránu není z prostorových důvodů místo.
Teleskopická brána je moderní řešení zabezpečení vjezdu a je možné ji vzhledově přizpůsobit oplocení či okolnímu prostředí. Design brány je libovolný. Teleskopickou bránu je možné instalovat do mírného svahu.

## Galerie

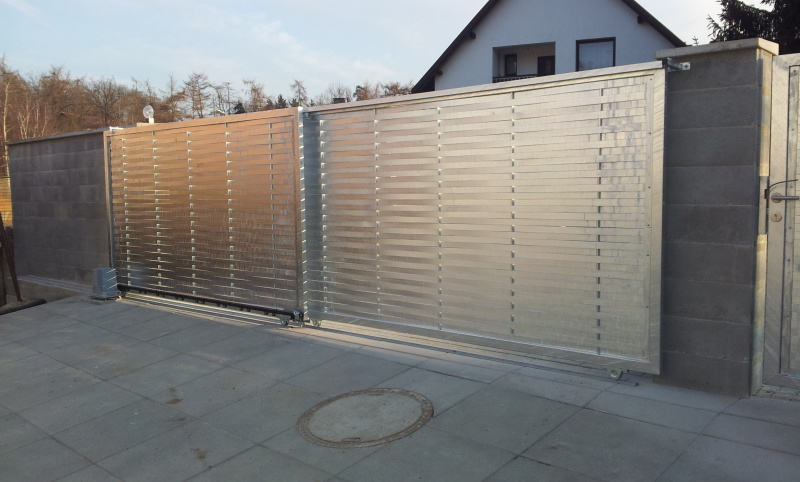
dvojdílná brána – Praha
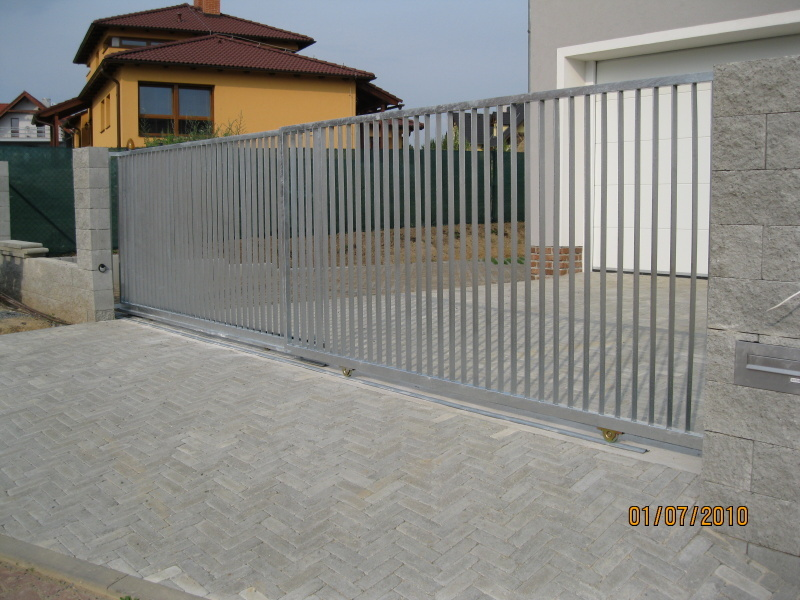
dvojdílná brána – Dolní Jirčany
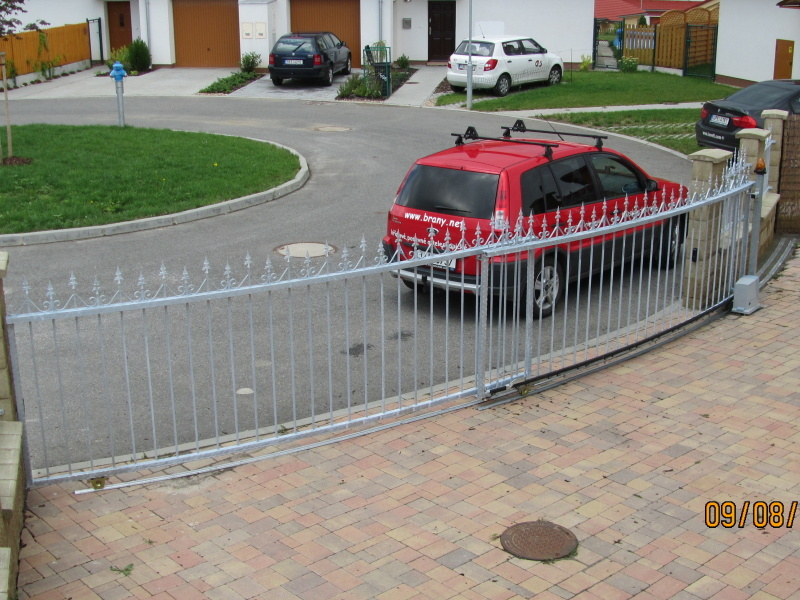
dvojdílná brána do oblouku – Velké Přílepy
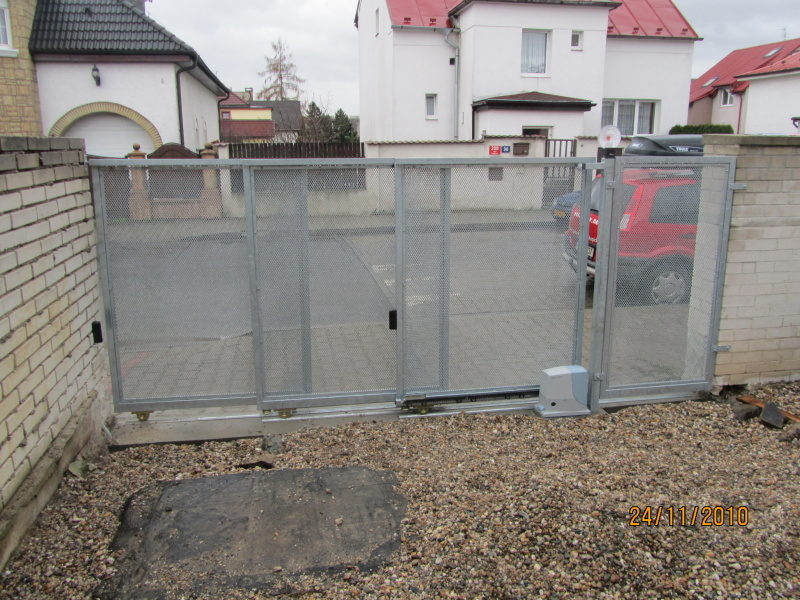
trojdílná brána – Praha
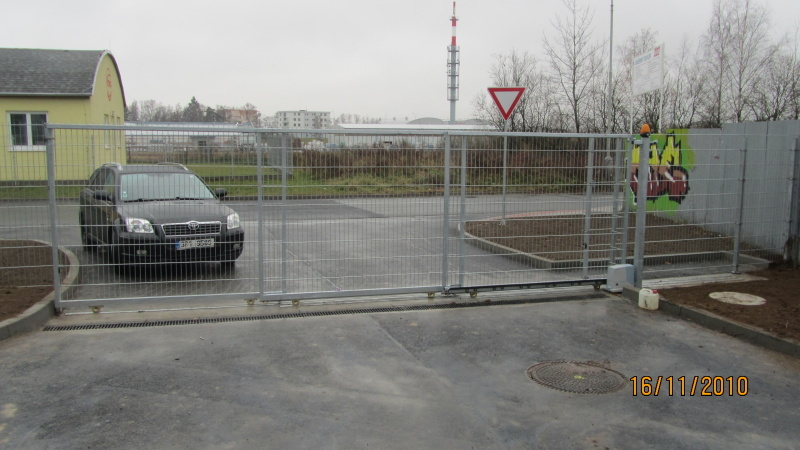
trojdílná brána – Plzeň
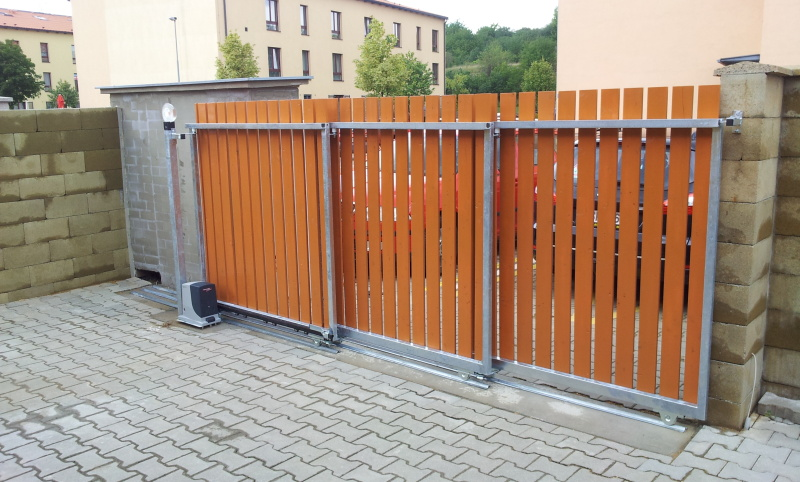
trojdílná brána – Hostivice